# Аревшатян Сен Суренович
Сен Суренович Аревшатян (7 січня 1928, Єреван — 25 липня 2014, Єреван) — радянський та вірменський філософ, історик. Директор Матенадарану (1982—2007).

## Із життєпису
У 1951 році закінчив Єреванський державний університет. З 1972 року — доктор філософських наук, член-кореспондент з 1982 року, академік з 1986 року. У 1982—2002 роках — директор Матенадарану, з 2007 року — радник директора Матенадарану ім. Маштоца.

## Нагорди
- Державна премія Вірменської РСР (1978).
- Орден Трудового Червоного Прапора.
- Орден Святого Саака і Святого Месропа[5].